# Kupsch (Tankred Dorst)
Kupsch ist ein Einpersonenstück von Tankred Dorst, das am 22. November 2001 unter der Regie von Boris von Poser im Deutschen Theater Göttingen uraufgeführt wurde.

## Inhalt
Kupsch gilt als angenehmer Mensch. Er trägt stets einen Schal und organisiert Ärztekongresse. Während des Medizinstudiums war er am Fach Anatomie gescheitert. Kupsch konnte das Aufschneiden einer Leiche nicht ertragen. Sein Skalpell hat er noch.
Wahnideen versagt sich der allein lebende Herr. Eine Aktentasche besitzt dieser Büromensch nicht. Sogar zu wichtigen Besprechungen erscheint Kupsch mit Plastiktüte.
Der Titelheld bekam schon manches Heiratsangebot. Aber sobald er mit der aktuellen Dame eine gemeinsame Wohnung genommen hatte, war es aus gewesen. Mit Hannah soll sich das ändern. Kupsch führt diese Frau in ein 4-Sterne-Restaurant und gibt statt einer Bestellung Urlaute von sich, die der höflich lächelnde Kellner als Labskaus-Bestellung nimmt. Kupsch verlangt empört den Geschäftsführer. Dem rammt der außer sich geratene Gast die schwere silberne Gabel aus dem Besteck auf dem Esstisch in den Leib. Zum Glück fängt die Bekleidung des Gastronoms den Stoß auf. Hannah macht sich davon. Kupsch gibt bei Hannah nicht so leicht auf. Ihm gelingt zwar kein neues Rendezvous mit der Dame, aber Faxe gehen zwischen Mann und Frau munter hin und her. Es entsteht eine intime Fax-Beziehung ohne gemeinsame Wohnung. Die ist auch nicht nötig. Kupsch erhält mehr oder weniger undeutliche Faxe von Hannahs Körperteilen. Die Brustwarze hätte auch ein Vulkan sein können. Kupsch ist unzufrieden, denkt an seine Ärztekongresse und macht es besser. Er fotografiert sich unbekleidet und sendet der Kommunikationspartnerin den ganzen Kupsch auf einmal. Es kommt trotz alledem keine neue Verabredung mit Hannah zustande. Kupsch fürchtet, Hannah geht inzwischen mit einem anderen ins Bett; mit einem, der so aussieht, wie er einst aussah, als er noch nicht deformiert war. Denn leider muss in Kupsch noch eine zweite, offenbar ältere, mit Sicherheit unförmigere Person drin sein. Der Andere in ihm kommt am Hals als riesige Beule – wie ein zweiter Kopf – heraus. Darum das ständige Requisit Schal. Und die Knie werden doppelt so breit wie früher. Kupsch geht nicht mehr ins Büro. Die Nähte platzen auf. Das Geröhre des Dreckskerls da drinnen kommt wieder heraus wie bei der Bestellung im Restaurant. Im Schuhgeschäft kann sich Kupsch den Fuß nicht einmal in die Größe 47 quetschen.
Kupsch fragt unsicher nach den Grenzen seines Körpers; eckt mitunter an, verliert das Gleichgewicht und fällt. Ein Kind auf der Straße nennt Kupsch „ganz ausgebeult“. Frustriert baut Kupsch Bosheit auf. Das Tier – der Andere – schreit in ihm. Kupsch will sein Appartement an den zeitweiligen Betreuer einer kleinen Hündin vermieten. Dann besinnt er sich: zwei Wesen wollen einziehen. Das geht nicht. Denn das Appartement ist für eine Person ausgelegt. Kupsch schreit, er sei eine Person.
Da zwängt sich wider Erwarten eine dunkle unförmig-plumpe Gestalt aus Kupschens Körper. Kupsch flüchtet in den Schrank. Der Andere folgt und reißt die Schranktür auf. Der Schrank ist leer. Der Andere verwüstet das Appartement.

## Hörspiel
2003, NDR: Kupsch. Regie: Hans Gerd Krogmann. Mit Hans Peter Korff als Kupsch und Ulrike Grote als Hannah.

## Textausgaben
- Tankred Dorst, Mitarbeit Ursula Ehler: Die Freude am Leben. Drama / Kupsch. Monolog. Stücke und Materialien. Suhrkamp, Frankfurt am Main 2001. (edition suhrkamp. theater. 349). ISBN 3-518-41331-7.
- Kupsch. Monolog. In: Tankred Dorst. Die Freude am Leben und andere Stücke. Mitarbeit Ursula Ehler. Werkausgabe 7. Nachwort: Wend Kässens. Suhrkamp, Frankfurt am Main 2002.  S. 357–375